# سیارک ۷۷۲۶
سیارک ۷۷۲۶ (به انگلیسی: 7726 Olegbykov، نامگذاری:1974QM2) هفت هزار و هفتصد و بیست و ششمین سیارک کشف شده‌است که در ۲۷ اوت ۱۹۷۴ کشف شد.
قدر مطلق سیارک برابر ۲۲.۴ است.